# Charles Hamilton Houston
Charles Hamilton Houston (Washington, 3 de setembro de 1895 – Washington, 22 de abril de 1950) foi um importante advogado afro-americano, decano da Escola jurídica da Universidade Howard, e o primeiro conselheiro especial da NAACP. Formando da Amherst College e da Harvard Law School, Houston teve um papel significativo no desmantelamento das chamadas leis Jim Crow, especialmente atacando a segregação em escolas e outros estabelecimentos. Ele recebeu o título de "O homem que matou Jim Crow".
Houston também é bastante conhecido por ter treinado e ensinado uma geração de juristas afro-americanos, entre eles Thurgood Marshall, futuro diretor do Fundo educacional e de Defesa jurídica da NAACP e juiz associado da Suprema Corte.